# Dottia boliviata
Dottia boliviata är en fjärilsart som beskrevs av William Schaus 1928. Dottia boliviata ingår i släktet Dottia och familjen tandspinnare. Inga underarter finns listade i Catalogue of Life.